# Pseudolagarobasidium calcareum
Pseudolagarobasidium calcareum är en svampart som först beskrevs av Cooke & Massee, och fick sitt nu gällande namn av Sheng H. Wu 1990. Pseudolagarobasidium calcareum ingår i släktet Pseudolagarobasidium och familjen Phanerochaetaceae.   Inga underarter finns listade i Catalogue of Life.